# Химическа серия
Известни са 118 химични елемента, проявяващи голям брой различни физически и химически свойства. Сред това разнообразие учените са намерили полза да се използват имена за различни групи от елементи, които илюстрират подобни свойства или тенденции към сходни свойства. Много от тези групи са официално признати по стандартите на IUPAC.
Следните имена са одобрени от IUPAC:
- Алкални метали – метали от група 1: Li, Na, K, Rb, Сѕ, Fr.
- Алкалоземни метали – метали от група 2: Be, Mg, Ca, Sr, Ba, Ra.
- Пниктогени (Азотна група) – елементи от група 15: N, P, As, Sb, Bi. (Mc все още не е наименован, когато през 2005 г. Червената книга на IUPAC е публикувана, както и неговите химични свойства все още не са експериментално проучени.)
- Халкогени (Кислородна група) – елементи от група 16: O, S, Se, Te, Po. (Lv все още не е наименован, когато през 2005 г. Червената книга на IUPAC е публикувана, както и неговите химични свойства все още не са експериментално проучени.)
- Халогени – елементи от група 17: F, Cl, Br, I, At. (Ts все още не е открит, когато през 2005 г. Червената книга на IUPAC е публикувана, както и неговите химични свойства все още не са експериментално проучени.)
- Благородни газове – елементи от група 18: He, Ne, Ar, Kr, Xe, Rn. (Og все още не е наименован, когато през 2005 г. Червената книга на IUPAC е публикувана, както и неговите химични свойства все още не са експериментално проучени.)
- Лантаниди – елементи с номер 57 – 71: La, Ce, Pr, Nd, Pm, Sm, Eu, Gd, Tb, Dy, Ho, Er, Tm, Yb, Lu.
- Актиниди – елементи от 89 до 103: Ac, Th, Pa, U, Np, Pu, Am, Cm, Bk, Cf, Es, Fm, Md, No, Lr.
- Редкоземни елементи – Ѕс, Y и лантанидите.
- Преходни метали – елементите от групи 3 – 12.

Използват се и други допълнителни обединения на химичните елементи:
- Слаби метали – метали от групи 13 – 17: Al, Ga, In, Tl, Sn, Pb, Bi, Fl. Предполага се, че Nh, Mc, Lv биха били от тази група.
- Металоиди – елементи с междинни свойства: B, Si, Ge, As, Sb, Te, Po (At се смята както за металоид, така и за халоген).
- Многоатомни неметали – неметали, които са свързани в многоатомни молекули: C, P, S, Se.
- Двуатомни неметали – неметали, които са свързани в двуатомни молекули: H, N, O, F, Cl, Br, I, At.

Много други имена за група елементи са били в обща употреба, а други са били използвани в продължение на цялата история. Някои примери включват:
- Скъпоценни метали – определена група нерадиоактивни метали с висока икономическа стойност.
- Сечивни метали – различни метали, използвани за сеченето на монети, най-вече тези от група 11: Cu, Ag, Au, както и други като Ni и Zn.
- Платинена група – Ru, Rh, Pd, Os, Ir, Pt.
- Благородни метали – определена група от метали, които обикновено са устойчиви на корозия. Към тях спадат: Ag, Au и платинената група.
- Тежки метали – някои групи метали, определени въз основата на плътността им, атомния номер или токсичността.
- Самородни метали – метали, които се срещат в чисто състояние в природата, включително някои благородни метали и други, като Sn и Pb.
- Земни метали – стар исторически термин, обикновено отнасящ се за металите от групи 3 – 13, въпреки че понякога се включват и други елементи като берилий и хром.
- Трансуранови елементи – елементи с атомни номера, по-големи от 92.
- Трансактинидни елементи – елементи след актинидите (атомен номер, по-голям от 103).
- Други актиниди – актиниди, получени при използване на ядрено гориво, с изключение на U и Pu: Np, Am, Cm.
- Тежък атом – термин, използван в изчислителна химия за обозначаване на всеки елемент освен водород и хелий.

Понякога се използва номер на групата, като например група 17 на периодичната система, а понякога и на името на първия елемент в групата (за бор, въглерод, азот) или специфично наименование на групата – в случая халогенна, халкогенна, алкална и т.н. групи.